# Dollis Hill Station
Dollis Hill Station er en station på London Undergrounds Jubilee Line. Den ligger på Dollis Hill i London-forstaden Brent.
Stationen indgår i spillet Mornington Crescent, hvor et ryk til Dollis Hill indleder en Dollis Hill-løkke. Det betyder at alle efterfølgende træk fra enhver spiller skal gå til Dollis Hill